# Феррит свинца(II)
Феррит свинца(II) — неорганическое соединение,
комплексный оксид свинца и железа
с формулой PbFe2O4,
кристаллы.

## Получение
- Спекание смеси свежеосаждённых аммиачным раствором гидроксидов свинца(II) и железа[1]:

{\displaystyle {\mathsf {Pb(OH)_{2}+2FeO(OH)\ {\xrightarrow {600^{o}C}}\ PbFe_{2}O_{4}+2H_{2}O}}}

## Физические свойства
Феррит свинца(II) образует кристаллы
кубической сингонии, параметры ячейки a = 0,781 нм, Z = 8